# Cerodontha paludosa
Cerodontha paludosa är en tvåvingeart som beskrevs av Spencer 1981. Cerodontha paludosa ingår i släktet Cerodontha och familjen minerarflugor.
Artens utbredningsområde är Kalifornien. Inga underarter finns listade i Catalogue of Life.